# Denise Bronzetti
Denise Bronzetti (Città di San Marino, 12 dicembre 1972) è una politica e funzionaria sammarinese, membro del Consiglio Grande e Generale.
Impiegata statale, alle elezioni del 4 giugno 2006 è stata eletta nelle liste del Partito dei Socialisti e dei Democratici.

## Biografia
Conseguì il diploma di liceo linguistico alla Scuola secondaria superiore di San Marino.

### Attività politica
Denise Bronzetti è presidente della "Commissione Consiliare Permanente Affari Costituzionali ed Istituzionali; Pubblica Amministrazione; Affari Interni, Protezione Civile, Rapporti con le Giunte di Castello; Giustizia; Istruzione, Cultura, Beni Culturali, Università e Ricerca Scientifica" e membro della "Commissione Consiliare Permanente Finanze, Bilancio e Programmazione; Artigianato, Industria, Commercio; Turismo, Servizi, Trasporti e Telecomunicazioni, Lavoro e Cooperazione" e della "Commissione Consiliare Permanente Igiene e Sanità, Previdenza e Sicurezza Sociale, Politiche Sociali, Sport; Territorio, Ambiente e Agricoltura".
Nel dicembre 2007 è stata accusata dal capogruppo consiliare Claudio Felici di far parte del cosiddetto gruppo dei "ribelli" del PSD e di progettare una scissione nel partito.
Dal 1º ottobre 2012 al 1º aprile 2013 è Capitano reggente di San Marino insieme a Teodoro Lonfernini.
Dal 1º aprile al 1º ottobre 2025 è Capitano reggente di San Marino insieme a Italo Righi.